# Mausolée Cihu
Le mausolée Cihu ou Tz'uhu (chinois traditionnel : 慈湖陵寢 ; pinyin : Cíhú Língqǐn) est la tombe temporaire de Tchang Kaï-chek, un des principaux leaders du Kuomintang et président de Taïwan. Il date de 1975 et est situé à Taoyuan dans le district de Daxi.
Tchang Kaï-chek a exprimé la volonté d'être enterré un jour dans sa province natale, Zhejiang, en Chine continentale.

## Tombe

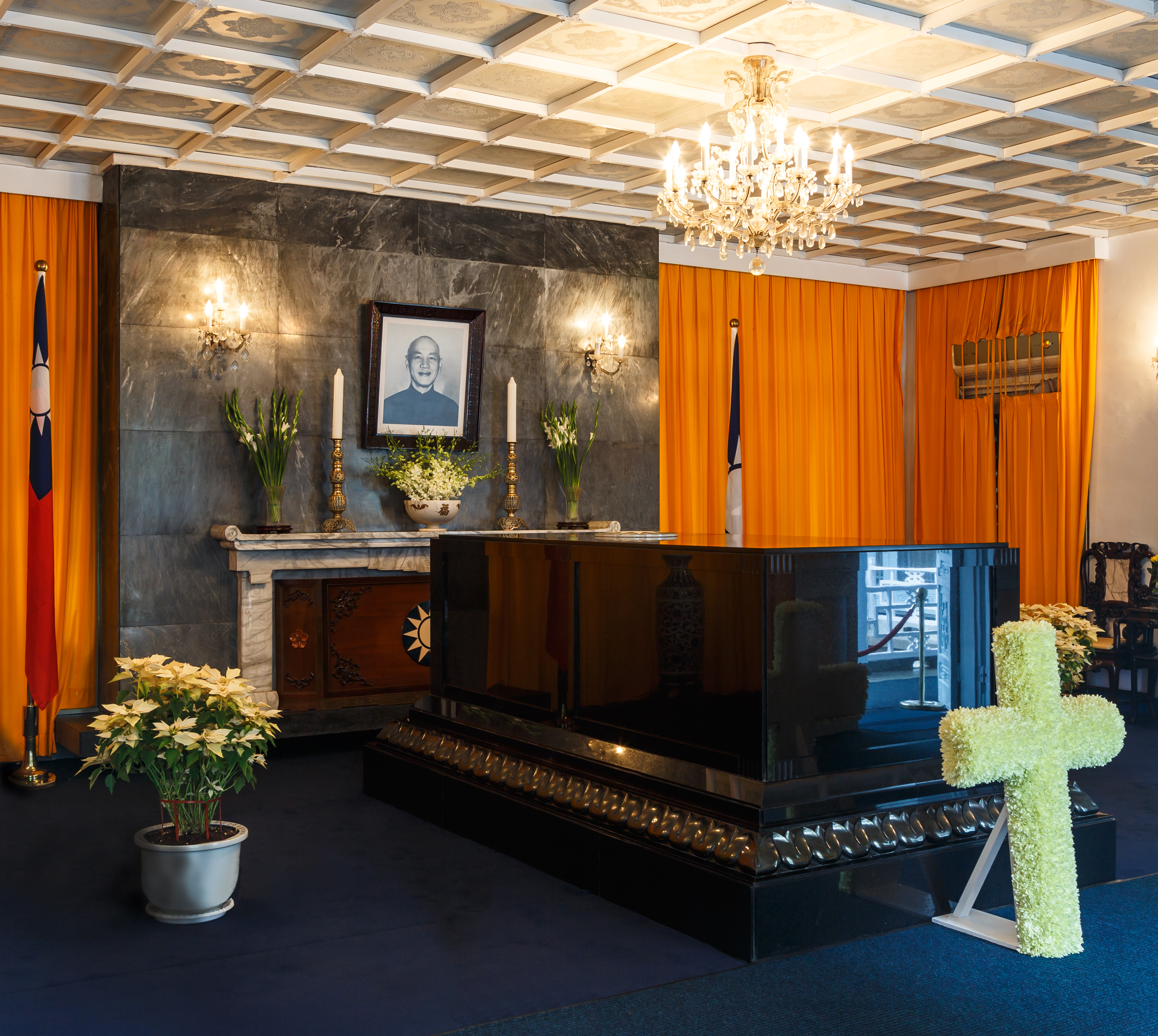
Sarcophage de marbre

Le mot Cihu signifie « lac bienveillant » en référence à celui se trouvant au centre du terrain de 8 hectares accueillant la tombe provisoire de Tchang Kaï-chek. Ce nom fut donné par le Généralissime lui-même en 1962 car l'environnement lui rappelait sa province natale du Zhejiang et la bienveillance de sa mère. Il se nommait précédemment lac à l'eau verte (碧水湖澤, Bìshuǐ Húzé). 
Le mausolée est une reconversion de sa résidence ayant eu lieu le 5 avril 1975. Cette résidence avait été conçue par l'architecte Yang Cho-cheng. La tombe en elle-même se compose d'un sarcophage de marbre noir situé dans la salle à manger de la résidence. 
Le mausolée est orienté selon les principes du feng shui. Il a une apparence simple en adéquation avec son caractère temporaire. Tchang Kaï-chek avait en effet fait part de son souhait d'être enterré un jour dans sa province natale du Zhejiang en Chine continentale.

## Site

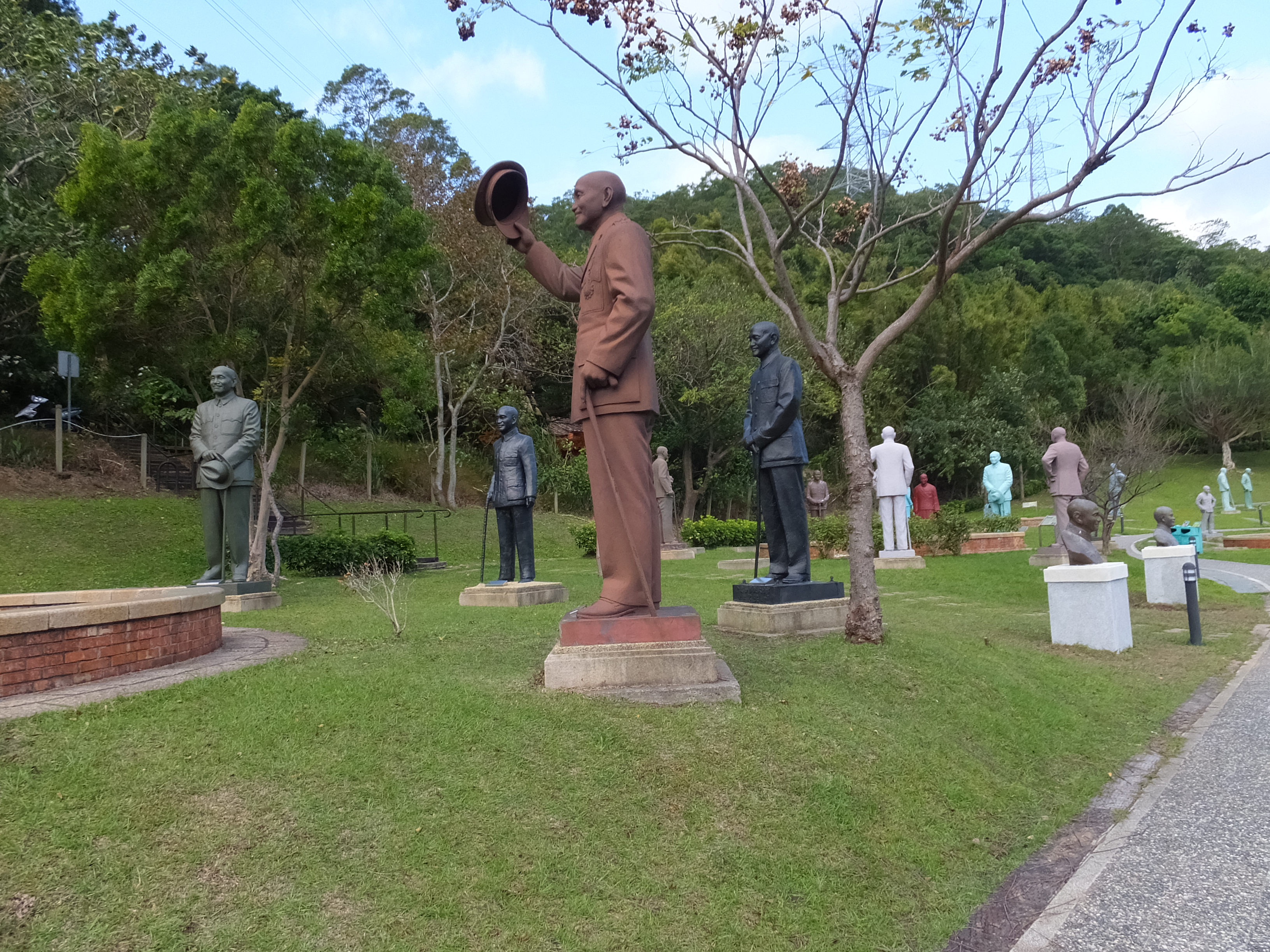
Les statues de Tchang Kaï-chek, récupérées dans les écoles et les organismes gouvernementaux.

En 2007, soixante ans après le soulèvement de 1947, et vingt ans après la levée de la loi martiale mise en place par le régime de Tchang Kaï-chek, 200 statues de l'ancien dictateur furent réinstallées dans un parc situé à proximité du mausolée,. De même, la garde fut réduite à deux soldats jusqu'en 2008, année de fin de mandat du président Chen Shui-bian, opposant politique au Kuomintang, et initiateur de ces mesures.
Les visiteurs n'ont pas le droit de prendre de photographies à l'intérieur du mausolée mais celles-ci sont autorisées à l'extérieur.
Le fils de Tchang Kaï-chek, le président Chiang Ching-kuo, mort en 1988, est enterré d'une manière similaire dans le mausolée Touliao, également situé dans le district de Daxi. C'est la raison pour laquelle Daxi est surnommé le « quartier des présidents ».